# Гомельський повіт
Гомельський повіт — історична адміністративно-територіальна одиниця Могильовської губернії Російської імперії.

## Історія
З 1777 (рік заснування) до 1852 року йменувався Белицький повіт. У той час адміністративним центром було місто Нова Белиця (нині Новобелицький район міста Гомеля). 1852 року повітовим центром став Гомель. З 1796 до 1802 року перебував у складі Білоруської губернії у зв'язку з ліквідацією Могильовської. 1802 року Могильовська губернія була відновлена.
Площа 4,7 тис. кв. верст (близько 5,2 тис. км²). За даними перепису 1897 року населення повіту разом із Гомелем становило 229 тисяч осіб.
Станом на 1917 рік до складу повіту входили 18 волостей: Ветковська, Вилевська, Гомельська, Дятловицька, Кормянська, Краснобудська, Марковицька, Носовицька, Поколюбицька, Покотська, Поліська, Поповська, Речковська, Руденецька, Староюрковицька, Столбунська, Телешська, Чеботовицька. З 1919 року Гомельський повіт став частиною створеної Гомельської губернії Росії. Тоді ж до його складу були передані Дудицька й Мухоєдська волості Рогачовського повіту, 1922 року — Добрушська волость, 1923 — Чечерська й частина Недойської волості, одночасно до складу Рогачовського повіту було передано частину Чеботовицької волості, а Староюрковицька волость приєднана до збільшеної Чуровицької волості Новозибковського повіту.
1924 року волості було збільшено, і їх залишилось 9: Ветковська, Гомельська, Добрушська, Дятловицька, Краснобудська, Носовицька, Светиловицька, Уваровицька, Чечерська.
1926 року Гомельський повіт було передано з РРФСР до складу БРСР. 8 грудня 1926 року повіт було ліквідовано, а його територія була включена до Гомельського округу.